# M2 Light Tank
Der Panzer Light Tank M2 war eine Vorkriegsentwicklung der U.S. Army und als leichter Panzer klassifiziert. Er wurde verschiedentlich bei Kämpfen zu Beginn der Operationen auf dem pazifischen Kriegsschauplatz verwendet. Obwohl keine großen Stückzahlen zum Einsatz kamen, gab das Fahrzeug wichtige Aufschlüsse, die in der Weiterentwicklung der US-amerikanischen leichten Panzer während des Zweiten Weltkrieges Beachtung fanden.

## Entwicklungsgeschichte

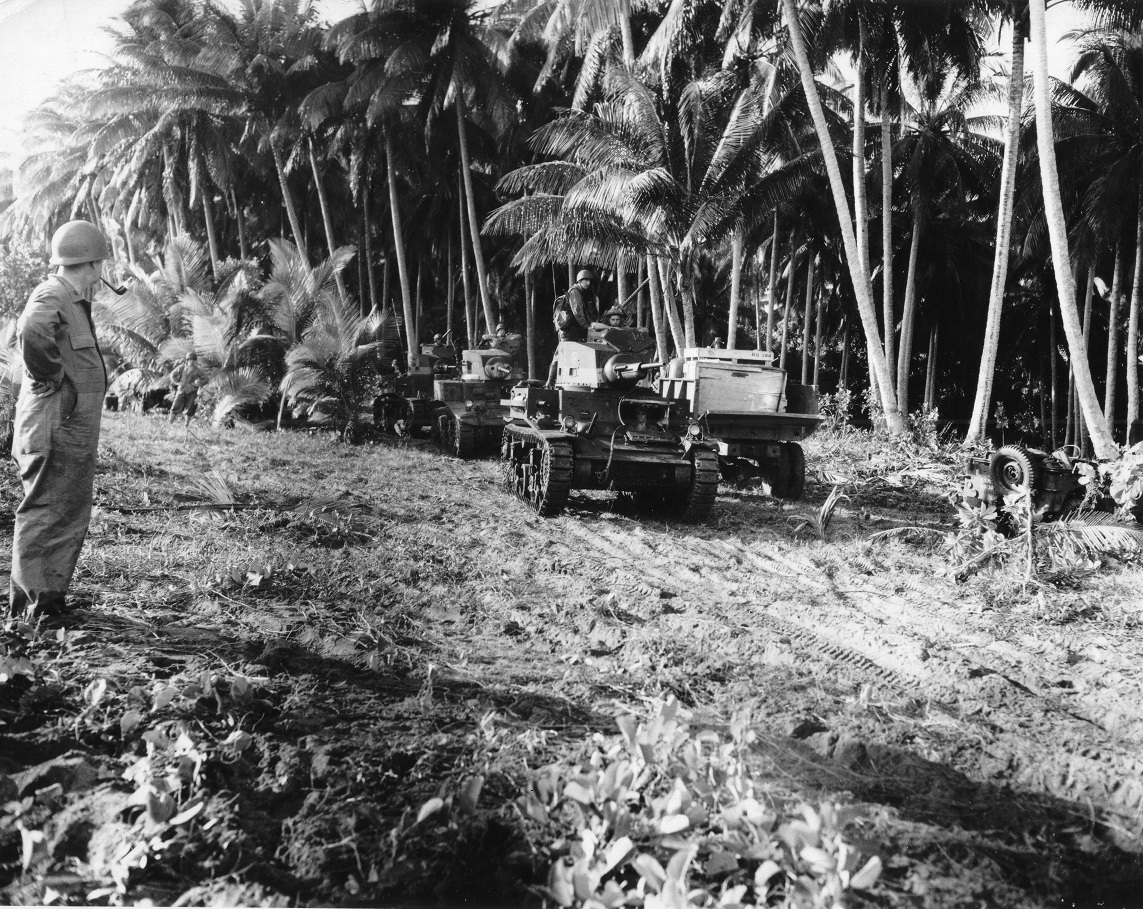
M2A4 auf Guadalcanal

Der Light Tank M2 wurde 1935 vom Rock Island Arsenal als Infanteriepanzer für die US-Army entwickelt und gefertigt. Bei der Gestaltung ließen sich die Ingenieure stark von dem bekannten Vickers 6-ton beeinflussen. Ursprüngliche Hauptbewaffnung war ein Maschinengewehr Browning M2 vom Kaliber 12,7 mm (M2 Browning machine gun .50), das in einem kleinen Einmannturm installiert war. Nach der Fertigung von nur zehn Exemplaren verlangte die US-Infantry plötzlich nach einer Lösung mit zwei Türmen. Im zweiten Turm wurde ein Maschinengewehr vom Kaliber 7,62 mm untergebracht. Diese Zweiturmpanzer erhielten von der Truppe unverzüglich den Spitznamen „Mae West“ – nach dem damals populären Filmstar. Die Doppelturmausführung war nicht befriedigend, wurde jedoch in den 1930er-Jahren das gemeinsame Kennzeichen der von Vickers abstammenden leichten Panzer wie des T-26 und des 7TP.
Aus den Ereignissen im spanischen Bürgerkrieg hatte die US-Army die Schlussfolgerung gezogen, dass Panzer besser bewaffnet und geschützt werden mussten, als das bisher der Fall gewesen war. Die Verantwortlichen der US-Panzerwaffe (U.S. Cavalry) verlangten für ihren nahezu identischen Kampfpanzer M1 bereits einen größeren Einzelturm. 1940 wurden die beiden MG-Türme durch einen Einzelturm mit einer 37-mm-Kanone und besserem Panzerschutz ersetzt. Federung und Motorkühlung wurden stärker dimensioniert sowie ein verbessertes Getriebe eingebaut.
Neue Erkenntnisse ergaben sich dann aus dem Kriegsgeschehen in Frankreich, was sich letztendlich auf das US-Panzer-Programm beschleunigend auswirkte. Im Juli 1940 begannen die Arbeiten an einem neuen „Leichten Panzer“, der auf dem bisherigen M2 basierte. Stärkere Panzerung und eine längere Panzerwanne führten schließlich zum M3 Stuart.
Der frühe M3 ähnelte noch stark dem M2A4, in der Tat operierten beide Typen zusammen in den gleichen Einheiten. Im März 1941 wurde die Produktion leichter Panzer vom M2A4 auf den M3 umgestellt.
Die Bedeutung des M2 liegt in der Grundlage für den M3, die das Modell letztendlich darstellte. Die hohe Geschwindigkeit und Zuverlässigkeit der mechanischen Teile des M3 gründeten auf dem M2-Entwicklungsprogramm.

## Verwendung
Im Dezember 1941 waren die M2A1, M2A2 und M2A3 nur noch im Ausbildungsbereich verwendet. Eine geringe Zahl der M2A4 waren an der Schlacht von Guadalcanal beteiligt, wo sie vom United States Marine Corps eingesetzt wurden. Einige verblieben auf dem pazifischen Kriegsschauplatz bis 1943 im Dienst.
Großbritannien bestellte im Frühjahr 1941 100 M2A4. Nach der Lieferung von 36 Exemplaren wurde der Auftrag zurückgezogen, da man lieber auf den moderneren Light Tank M3 zurückgreifen wollte.

## Varianten
- M2A1 (1935).

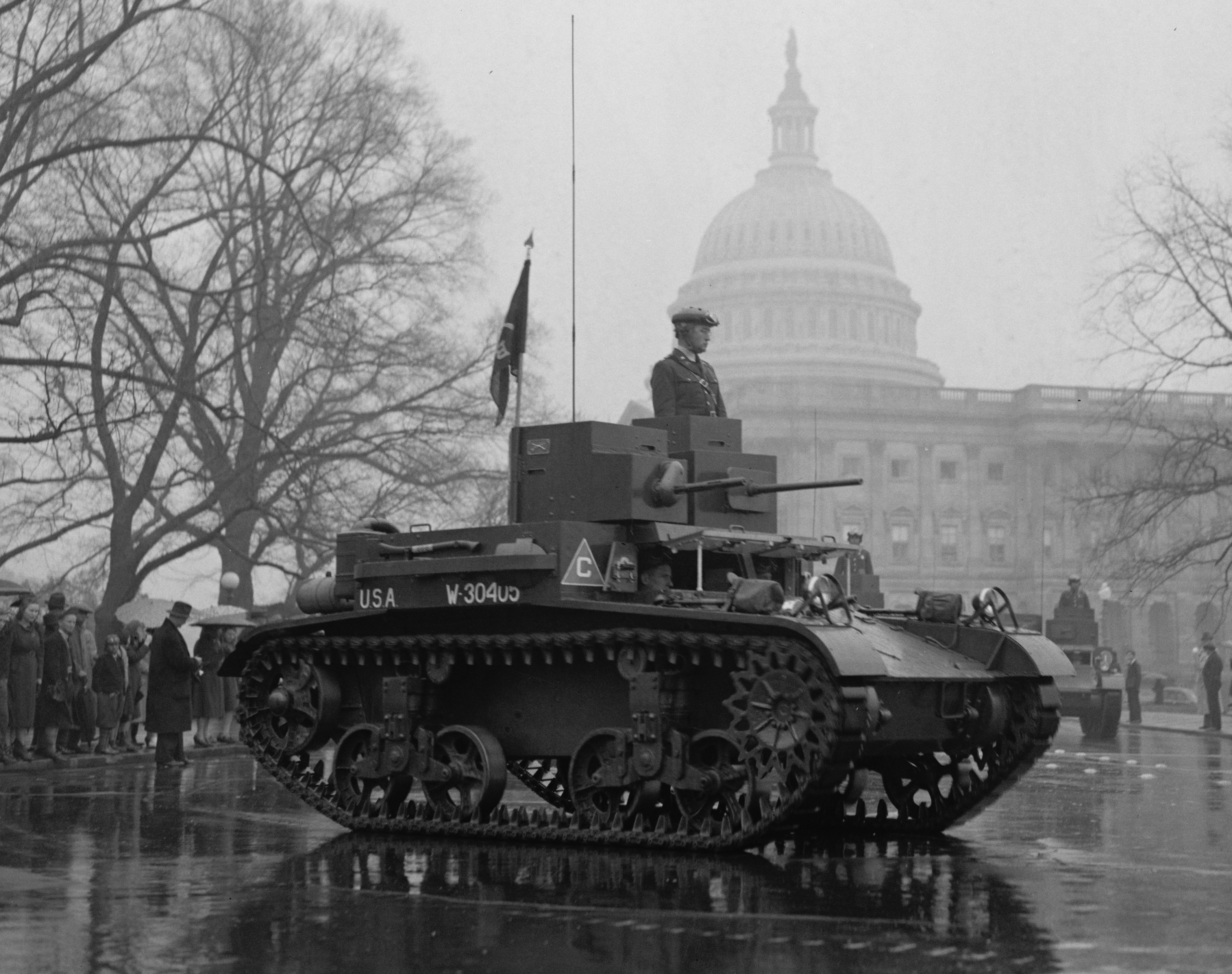
M2A3 bei der Annual Army Day Parade, Washington, 1939

  - 12,7-mm-MG im Einzelturm. 10 Einheiten hergestellt.

Auch wenn die Wehrmacht das Fahrzeug nie in ihrem Besitz hatte, führte sie es in der Loseblattsammlung Kennblätter fremden Geräts unter der Bezeichnung Panzerkampfwagen M 2 A 1-732 (a).
- M2A2 (1935).
  - Zwillingstürme, „Mae West“ genannt. 239 Einheiten hergestellt.
- M2A3 (1938).
  - Zwillingstürme, verbesserter Panzerschutz und Federung. 72 Einheiten hergestellt.

Auch dieses Fahrzeug führte die Wehrmacht unter der Bezeichnung Panzerkampfwagen M 2 A 3-737 (a).
- M2A4 (1940).
  - Einzelturm mit 37-mm-Kanone. Verstärkter Panzerschutz. 375 Einheiten hergestellt.

Auch dieses Fahrzeug führte die Wehrmacht unter der Bezeichnung Panzerkampfwagen M 2 A 4-740 (a).